# ثاليا (إلهة حسن)

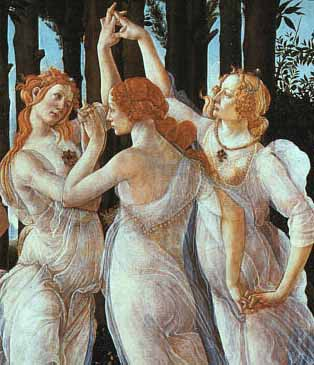
إلهات الحـُسن الثلاث

ثاليا أو طَالي (باليونانية: θαλεια بمعنى «احتفال» أو «غني») بحسب الميثولوجيا الإغريقية القديمة، هي إحدى إلهات الحـُسن الثلاث، والتي عنيت بالاحتفالات، المآدب، والمناسبات المختلفة. هي ابنة كلًا من زيوس ويورينومي أو يونوميا، وتعتبر أكبر أخواتها سنًا.
كشفت الكثير من النصوص الشعرية والأساطير عن مواصفاتها، حيث كانت توصف كامرأة جميلة وحسناء. تعتبر باندايسيا، إلهة حُسن أخرى كانت تلازم أفروديت أثناء زخرفة أواني الأزهار، هي نفسها ثاليا، بسبب التشابه الكبير في معنى اسميهما، حيث أن باندايسيا تعني «مأدبة».